# Auguste Serrurier
Auguste Serrurier, född 25 mars 1857 i Denain i Nord, död där 21 mars 1924, var en fransk bågskytt. Han deltog vid olympiska sommarspelen 1900.